# Valtatie 2

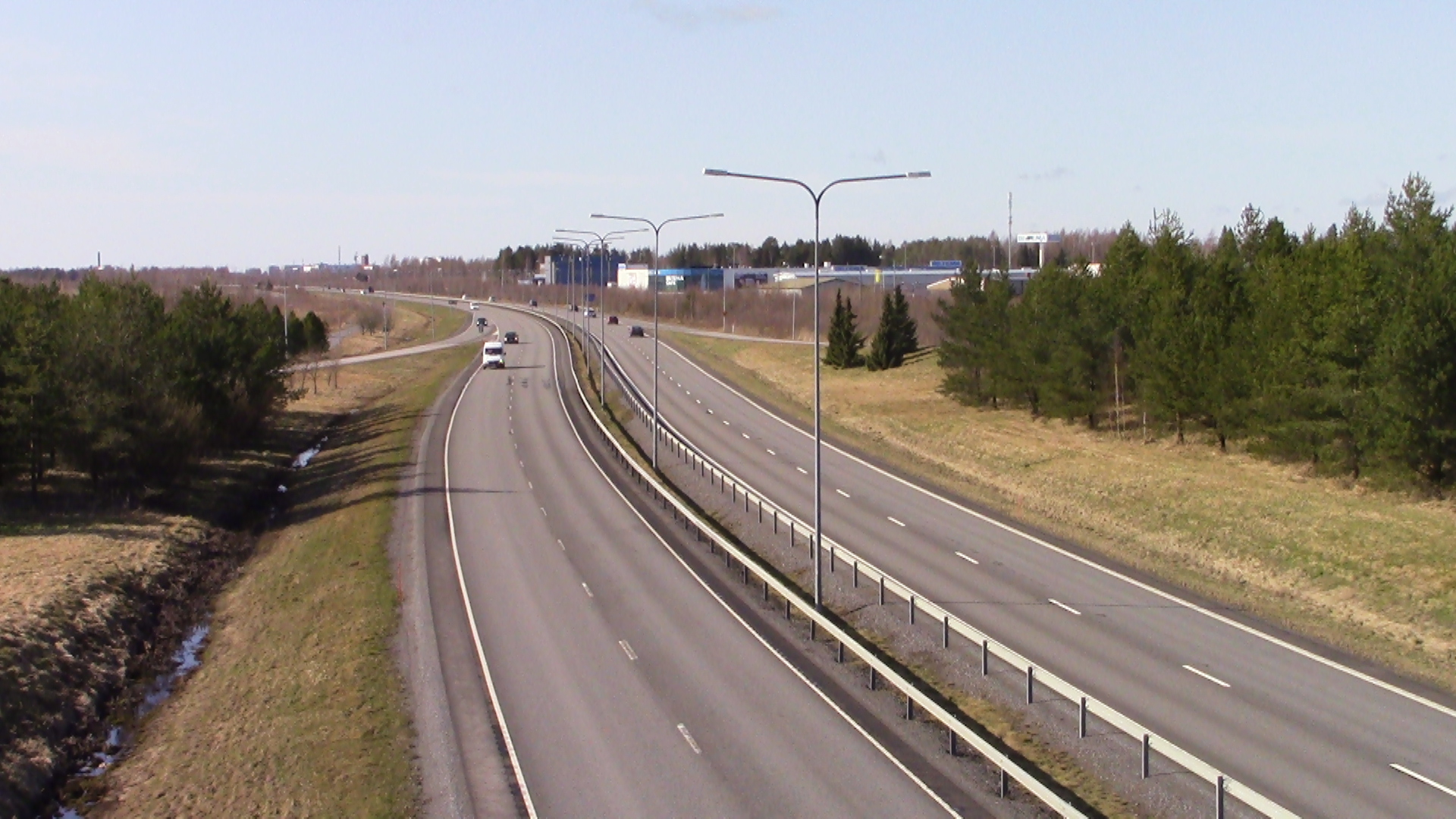
La Valtatie 2 a Pori

La Valtatie 2 (in svedese Riksväg 2) è una strada statale finlandese. Ha inizio a Vihti e si dirige verso nord-ovest, verso il Golfo di Botnia, dove si conclude dopo 227 km nei pressi di Pori.

## Percorso
La Valtatie 2 tocca i comuni di Karkkila, Nummi-Pusula, Somero, Tammela, Forssa, Jokioinen, Humppila, Loimaa, Punkalaidun, Huittinen, Kokemäki, Harjavalta, Nakkila, Ulvila e Mäntyluoto.